# Scinax manriquei
Scinax manriquei es una especie de rana de la familia Hylidae. Es endémica de Venezuela.

## Hábitat
Sus hábitats naturales incluyen montanos secos, jardines rurales, zonas previamente boscosas ahora muy degradadas, estanques, canales y diques.